# Lepidotrigla punctipectoralis
Lepidotrigla punctipectoralis és una espècie de peix pertanyent a la família dels tríglids.

## Descripció
- Fa 20 cm de llargària màxima.[4][5]

## Hàbitat
És un peix marí, demersal i de clima tropical que viu fins als 295 m de fondària de la plataforma continental.

## Distribució geogràfica
Es troba des del sud del Japó fins al mar de la Xina Meridional i les Filipines. També és present al mar d'Arafura, Austràlia i el nord-est de l'Índic.

## Costums
És bentònic.

## Observacions
És inofensiu per als humans.